# ガバリン3
『ガバリン3』（House IV）は、「ハウス4部作」の4番目にして最終作の、1992年のアメリカ合衆国の映画である。この映画ではオリジナルの『ガバリン』からロジャー・コッブが1と同じ役名で再登場するが、別人設定＆家族構成一新により第1作目との繋がりはない。しかし、全体の雰囲気は最初の『ガバリン』と『ガバリン2 タイムトラぶラー』（House II: The Second Story）で見られたコメディ/ホラー色により近く、全米映画協会からはR指定を受けている。

## あらすじ
ロジャー・コッブ（ウィリアム・カット）は今や、ケリー（テリー・トリーズ）と結婚し、娘ローレル（メリッサ・クレイトン）をもうけ、ひと気がなく荒涼とした海岸線に建つ古いコッブ家の屋敷に住んでいた。ロジャーのシニカルな義理の兄バーク（スコット・バークホルダー）は、怪しげなマフィアの不動産開発業者にその大邸宅を売り払うよう彼にせがんでいるものの、上手くいかない。
間もなく起こった交通事故で車いす利用者となったローレルを残しロジャーが死亡したが、それでもバークは家を販売するようケリーを説得できなかった。家に様々な超常現象が起こり始めたためアメリカン・インディアンの導師に相談したケリーは、それらがロジャーの悲惨な車の事故が実際は冷酷な殺人だったこと、またバークが有害廃棄物の不法投棄用地として使用できるように家の土地をマフィアに売却しようとしていることをロジャーと何人かのインディアンの霊魂が彼女に警告しようとしていたためだったと知る。